# Forhåbningsholms Allé
Forhåbningsholms Allé er en gade på Frederiksberg i København, der går fra Gammel Kongevej i syd til Niels Ebbesens Vej i nord. Langs med gaden ligger Immanuelskirken fra 1893 og den tidligere landejendom Forhåbningsholm, som gaden er opkaldt efter.

## Historie
Handelsmanden Frederik Bargum købte et stykke jord og opførte landejendommen Forhåbningsholm på stedet i 1765. Bargum var den drivende kraft bag oprettelsen af Det danske Guineiske Kompagni, der fandt sted samme år. 18. marts 1765 fik han et 20-årigt monopol på slavehandel fra Den danske Guldkyst og 1. november samme år en kongelig koncession på forterne Christiansborg og Fredensborg. Planen var at opkøbe guld, elfenben og slaver på Den danske Guldkyst, sælge slaverne i Dansk Vestindien og vende tilbage til Danmark med råsukker. Til at begynde med erhvervedes tre skibe, som stod ud fra København 8. januar 1766. Kompagniet gik konkurs i 1775. Bargum selv havde forladt landet året før.
En senere ejer, skotten Arthur Howden, benyttede ejendommen som anstalt til oplæring af fattige. Hans landsmand, Alexander Mitchell, etablerede en produktion af strømper på stedet i begyndelsen af 1780'erne. I 1920'erne blev huset benyttet til uddannelse af bryggere. Nu benyttes huset som en kommunal børneinstitution.
Henning Wolff, der var Frederiksbergs første bygningsinspektør fra 1858 til 1869, udarbejdede en plan om et villakvarter i området. Det omfattede en forlængelse af Forhåbningsholms Allé helt til Niels Ebbesens Vej. Gaden blev samtidig forsynet med gadetræer. Wolff var også ansvarlig for opførelsen af to huse til ansatte på det nærliggende Kongens Bryghus på Vodroffsvej, men de er senere blevet revet ned.
Nogle af husene langs gaden blev efterhånden erstattet af etageejendomme. Birgitte Berg Nielsen åbnede en husholdningsskole i nr. 18 i 1905. Gadetræerne forsvandt, da gaden blev renoveret i 1942-1943.

## Bygninger og beboere
Immanuelskirken tilhører den grundtvigske Københavns Valgmenighed. Kirken blev opført efter tegninger af Andreas Clemmesen og stod færdig i 1893. Kunstnerne Niels Skovgaard, Joakim Skovgaard og Niels Larsen Stevns, der alle var medlemmer af menigheden, dekorerede kirken sammen med en gruppe andre kunstnere, blandt andet med altertavlen og en serie udvendige glasmosaikker over dørene.
Forfatteren og underviseren Kristian Arentzen boede i nr. 3 fra 1883 til 1899. Senere boede forfatteren Dan Turèll i gaden.